# Los Calusari
«The Calusari» es el vigesimoprimer episodio de la segunda temporada de la serie de televisión estadounidense de ciencia ficción The X-Files. Se emitió originalmente en la cadena Fox el 14 de abril de 1995. Fue escrito por Sara B. Charno y dirigido por Michael Vejar. «The Calusari» es una historia del «monstruo de la semana», sin conexión con la mitología más amplia de la serie o la historia ficticia. Obtuvo una calificación Nielsen de 8,3, siendo visto por 7,9 millones de hogares en su transmisión inicial. Debido a las inconsistencias percibidas en la trama, «The Calusari» recibió críticas mixtas de los críticos de televisión.
El programa se centra en los agentes especiales del FBI Fox Mulder (David Duchovny) y Dana Scully (Gillian Anderson) que trabajan en casos relacionados con lo paranormal, llamados expedientes X. En este episodio, una fotografía tomada justo antes de la muerte de un niño de dos años muestra evidencia de alguna intervención sobrenatural que despierta la curiosidad de Mulder y Scully. Cuando ocurre otra muerte en la familia, la abuela del niño restante solicita la ayuda de unos ritualistas rumanos, llamados Calusari, para limpiar el hogar del mal.
El guion de «The Calusari» se inspiró en la experiencia de Charno como médica de medicina oriental. La inspiración para la entrada provino de una idea del creador de la serie Chris Carter que involucraba a alguien ahorcado con un abridor de puerta de garaje. Debido a que «The Calusari» fue intenso en términos de violencia, el departamento de estándares y prácticas de Fox tuvo problemas con varias escenas. Además, Carter volvió a hacer cortes en el episodio después de que se completó para hacerlo más aterrador.

## Argumento
En Murray, Virginia, la familia de Maggie y Steve Holvey visita un parque de diversiones local. Cuando el niño más pequeño, Teddy, deja volar su globo, su padre, Steve, le da el globo que pertenece a su hermano mayor, Charlie (Joel Palmer). Cuando la madre de los niños, Maggie (Helene Clarkson), está en el baño, la correa del cochecito de Teddy se suelta. Teddy sigue el globo que flota por sus propios medios fuera del baño y hacia las vías del tren turístico del parque, lo que lo lleva a morir atropellado por el tren. Charlie es el único miembro de la familia Holvey que no lamenta la muerte de Teddy en la escena.
Tres meses después, Fox Mulder (David Duchovny) le muestra a Dana Scully (Gillian Anderson) una foto tomada momentos antes de la muerte de Teddy. Mulder señala que un globo no se queda cerca del suelo ni se mueve hacia los lados. Después de llevar la foto a un laboratorio, se muestra que una misteriosa fuerza electromagnética que toma la forma de un niño estaba arrastrando el globo. Más tarde, Mulder y Scully visitan a los Holvey, y Mulder explica su teoría aparentemente estúpida de que Teddy fue atraído a las vías por una fuerza invisible. Mientras los Holvey rechazan esta idea, Scully se da cuenta de una mujer mayor (Lilyan Chauvin), que es la anciana rumana y madre de Maggie llamada Golda, está dibujando una esvástica en la mano del niño. Scully plantea la hipótesis de que los niños Holvey pueden ser víctimas de Munchausen por poder, perpetrado por su abuela.
Poco después, Mulder y Scully discuten el caso con Steve. Eventualmente, el tema de la conversación gira en torno a Golda. Steve nota que ella se opuso con vehemencia a que se casara con Maggie. Sin embargo, se mudó con la pareja después del nacimiento de Teddy después de que comenzaran a ocurrir una serie de sucesos extraños. Dado todo lo que pasó, así como la posibilidad de que Charlie esté siendo abusado, Scully recomienda a una trabajadora social llamada Karen Kosseff (Christine Willes). Más tarde, Steve y Charlie deciden asistir a una de las sesiones de Kosseff, pero cuando Steve intenta abrir la puerta del garaje, no funciona. Después de agarrar una escalera para examinar los controles de la puerta, su corbata queda atrapada en la puerta y muere estrangulado. Investigando la muerte de Steve, la policía encuentra pollos muertos en la habitación de Golda: evidencia de sacrificios rituales. En el garaje, Mulder descubre una capa de vibhuti, una especie de ceniza creada por una intensa energía espiritual.
Más tarde, Golda da la bienvenida a tres ancianos místicos Căluşari a su habitación y comienzan a realizar un ritual. Mientras esto sucede, Kosseff aparece en la casa de los Holvey y pide reunirse con Charlie. De repente, el niño comienza a convulsionar. Después de notar que salía humo por debajo de la puerta de Golda, Kosseff y Maggie irrumpieron en su habitación donde ella y los místicos Căluşari estaban realizando un ritual. Maggie intenta detenerlo, despidiendo a los místicos, pero Golda se niega a cumplir; ella agarra a Charlie, cierra la puerta e intenta terminar el ritual. De repente, Charlie trae un par de pollos sacrificados que vuelven a la vida y matan a Golda. Mientras esto sucede, Kosseff sale corriendo y encuentra a Mulder, quien a su vez cuestiona a los místicos Căluşari. Explican que estaban intentando detener «un mal antiguo e implacable» con su ritual. Kosseff luego sienta a Charlie y le pregunta sobre la lucha, pero el niño jura que no era él en la habitación de su abuela, sino otro niño llamado «Michael». Más tarde, Maggie les dice a Mulder y Scully que Michael era el nombre del hermano gemelo de Charlie, que nació muerto. Aterrorizada, insiste en que ella y Steve nunca le dijeron a Charlie. Después del nacimiento de Charlie, Golda intentó realizar un ritual que hubiera separado los espíritus de los dos niños. Sin embargo, Steve no lo permitiría.
Charlie convulsiona de nuevo y es llevado a un hospital. Sin embargo, Michael convence a Maggie, haciéndose pasar por Charlie, de que quiere irse a casa. Scully es testigo de lo que está sucediendo e informa a Mulder, quien está seguro de que el espíritu de Michael, y no el de Charlie, está matando gente. Los dos agentes se separan: Mulder rastrea a los místicos Căluşari para completar el ritual y Scully va a la casa de Maggie para protegerla. Después de una intensa lucha en la que Michael casi mata a Scully y a Maggie, Mulder y los Căluşari completan el ritual, lo que hace que el espíritu de Michael desaparezca. Maggie regresa al hospital y se reencuentra con Charlie. Antes de que los agentes se vayan, el jefe anciano Căluşari dice que todo ha terminado por el momento y advierte con cautela a Mulder que «te conoce».

## Producción

Golda dibuja una esvástica hacia la izquierda en la mano de Charlie, un símbolo protector en muchas religiones orientales.

El episodio fue escrito por Sara Charno y dirigido por Mike Vejar. Antes de convertirse en escritora, Charno había sido doctora en medicina oriental, por lo que su «conocimiento esotérico que ninguno de los demás [los escritores] tenía sobre todo tipo de cosas» se utilizó en este guion, según el escritor Frank Spotnitz. El episodio se basó en gran medida en una idea que el creador de la serie, Chris Carter, había tenido sobre un «abridor de puerta de garaje colgado». Christine Willes, que interpreta el papel de la agente Kosseff, repite su papel; ella apareció originalmente en el episodio anterior «Irresistible».
Durante la producción del episodio, los productores «agonizaron» tanto por el adelanto (dado que gira en torno a un niño que muere por un tranvía) como por la desolación general del episodio. El departamento de estándares y prácticas de Fox, por otro lado, tuvo problemas con el corte inicial de la escena del estrangulamiento de Steve; al final, se mantuvo la secuencia pero se oscureció el rostro del actor para «suavizar el impacto». Aunque la filmación del episodio transcurrió sin problemas, el corte final «no pasó la prueba». Spotnitz explicó que Carter «pasó mucho tiempo en la sala de edición tratando de descubrir cómo hacer que esto fuera más aterrador». Spotnitz señaló más tarde que la dedicación de Carter demostró que algo podría ser «mucho mejor... si no te das por vencido».

## Recepción
«The Calusari» se emitió originalmente en la cadena Fox el 14 de abril de 1995. El episodio obtuvo una calificación Nielsen de 8,3 con una participación de 16, lo que significa que aproximadamente el 8,3 por ciento de todos los hogares equipados con televisión y el 16 por ciento de los hogares que ven televisión sintonizaron el episodio. Un total de 7,9 millones de hogares vieron este episodio durante su emisión original. «The Calusari» es el único episodio de la serie que recibió una calificación explícita de «18» en el Reino Unido por parte de la British Board of Film Classification por «terror fuerte ocasional» y temas relacionados con «posesiones demoníacas».
«The Calusari» recibió críticas mixtas, y los críticos citaron inconsistencias en la trama como las principales detracciones. Entertainment Weekly le dio al episodio una calificación de «B–», calificándolo de «una derivación de Exorcist/Omen, pero con clase». Emily VanDerWerff de The A.V. Club le dio una «C+», escribiendo que era «un episodio con muchos momentos geniales y espeluznantes», pero «una historia desordenada y caótica que podría haberse desarrollado mucho mejor, y también muchas cosas que suceden [...] solo porque los escritores pensaron que sería genial si sucedieran». Sin embargo, aunque «no estaba segura de que todo encajara» y deseaba más antecedentes, VanDerWerff elogió algunos «momentos realmente geniales», en particular el adelanto de apertura. John Keegan de Critical Myth, aunque calificó el episodio como «una mezcla», le otorgó un 7 sobre 10. Elogió las «fascinantes implicaciones [sobre] la mitología oculta dentro de los eventos representados» de la entrada, y señaló que estaba «bien dirigida y actuada». A pesar de esto, fue más crítico con la trama del episodio y escribió que había «fallas lógicas claras [...] y el tema puede ser perturbador. Este es un episodio que cae fuertemente en la interpretación subjetiva». Robert Shearman y Lars Pearson, en su libro Wanting to Believe: A Critical Guide to The X-Files, Millennium & The Lone Gunmen, le dieron al episodio una crítica en gran medida negativa y lo calificaron con una estrella y media de cinco. Los dos lo llamaron una «reversión pálida de El exorcista» y notaron que muchos de los elementos del episodio, como la abuela que sacrifica pollos y los miembros de Calusari, eran «tremendamente groseros». Shearman y Pearson, sin embargo, disfrutaron el diálogo del episodio, elogiando una escena en particular donde el espíritu de Michael atormenta a su madre pidiéndole que lo lleve al parque de diversiones y viaje en el tren que mató a su hermano menor. Independientemente, sin embargo, el dúo concluyó que «hay algo obsoleto y sin sentido en el corazón [del episodio]».
La trama de «The Calusari» también fue adaptada como novela para adultos jóvenes en 1997 por Garth Nix.

### Novelización
- The Calusari en Internet Speculative Fiction Database (en inglés)

- Datos: Q7721046